# Apatia
Apatia é a falta de sentimento, emoção, interesse ou preocupação com algo. É um estado de indiferença, ou a supressão de emoções como excitação, motivação ou paixão. Um indivíduo apático tem uma ausência de interesse ou preocupação com a vida emocional, social, espiritual, filosófica, virtual ou física e com o mundo. A apatia também pode ser definida como a falta de orientação para objetivos de uma pessoa.
O apático pode não ter um senso de propósito, valor ou significado em sua vida. Pessoas com apatia grave tendem a ter menor qualidade de vida e apresentam maior risco de mortalidade e institucionalização precoce. Eles também podem apresentar insensibilidade ou lentidão. Na psicologia positiva, a apatia é descrita como resultado do sentimento dos indivíduos de que não possuem o nível de habilidade necessária para enfrentar um desafio  (ou seja, "fluxo"). Também pode ser o resultado de não perceber nenhum desafio (por exemplo, o desafio é irrelevante para eles ou, inversamente, eles aprenderam o desamparo). A apatia é algo que todas as pessoas enfrentam de alguma forma e é uma resposta natural à decepção, desânimo e estresse. Como resposta, a apatia é uma maneira de esquecer esses sentimentos negativos. Esse tipo de apatia comum geralmente é sentida apenas a curto prazo, mas às vezes se torna um estado de longo prazo ou mesmo ao longo da vida, muitas vezes levando a problemas sociais e psicológicos mais profundos. Uma forma extrema de apatia pode ser alguém ficar insensível a diferentes eventos estressantes da vida, como perder o emprego.
A apatia deve ser distinguida da exibição de afeto reduzida, que se refere à expressão emocional reduzida, mas não necessariamente à emoção reduzida.
A apatia patológica, caracterizada por formas extremas de apatia, é agora conhecida por ocorrer em muitos distúrbios cerebrais diferentes, incluindo condições neurodegenerativas frequentemente associadas à demência, como a doença de Alzheimer, doença de Parkinson, e distúrbios psiquiátricos, como esquizofrenia. Embora muitos pacientes com apatia patológica também tenham depressão, vários estudos mostraram que as duas síndromes são dissociáveis: a apatia pode ocorrer independentemente da depressão e vice-versa.

## Etimologia
Embora a palavra apatia tenha sido usada pela primeira vez em 1594 e seja derivada do grego ἀπάθεια (apateia), de ἀπάθης (apathēs, "sem sentimento" de a- (sem, não") e pathos ("emoção")), é importante não confundir os dois termos. Também significando "ausência de paixão", "apatia" ou "insensibilidade" em grego, o termo apateia foi usado pelos estoicos para significar um estado (desejável) de indiferença em relação a eventos e coisas que estão fora de seu controle (isto é, de acordo com sua filosofia, todas as coisas exteriores, sendo apenas responsável por suas próprias representações e julgamentos). Em contraste com a apatia, a apateia é considerada uma virtude, especialmente no monaquismo ortodoxo.  Na Filocália, a palavra desapego é usada para apateia, para não confundir com apatia.